# Dasara Nagenahalli, Bellary
Dasara Nagenahalli là một làng thuộc tehsil Bellary, huyện Bellary, bang Karnataka, Ấn Độ.